# Manuel Díaz Hernández
Manuel Díaz Hernández (Santa Cruz de La Palma, 9 de mayo de 1774 - ibídem, 5 de abril de 1863), más popularmente conocido como el padre Díaz o el cura Díaz, fue un polifacético sacerdote ilustrado y humanista español. También ejerció como pintor, músico, escultor y promotor de actos de beneficencia. 

## Biografía
Nacido en la isla de La Palma, siendo  hijo de Francisco Díaz Leal, originario de la Villa de Mazo, y de Francisca Hernández Carmona, natural de la capital insular, Santa Cruz de La Palma. Estudió humanidades y teología escolástica con objeto de alcanzar su vocación clerical.
Recibió la tonsura de manos del obispo de Canarias, Antonio Martínez de la Plaza el 5 de junio de 1789 en Breña Alta. Pronto destacó como predicador. Fue beneficiado de la Parroquia Matriz de El Salvador de Santa Cruz de La Palma por nombramiento del rey Carlos IV en virtud de una Real Cédula expedida en noviembre de 1799, destino del que se posesionó el 22 de agosto de 1800.
En 1819 se creó la Diócesis de San Cristóbal de La Laguna, también conocida como Diócesis Nivariense, en la que quedó englobada la isla de La Palma. Tras esto, se le nombró canónigo electo de la Catedral de San Cristóbal de La Laguna, sede de la misma. Si bien, Manuel Díaz renunció a este cargo para no tener que ausentarse y abandonar su labor pastoral. 
El 11 de junio de 1820, con motivo de un discurso pronunciado por el religioso debido a la aplicación de la Constitución española de 1812 fue desterrado, trasladándose a la isla de Tenerife y regresando 15 años después. En esta isla conoce al escultor e imaginero orotavense Fernando Estévez de Salas con quien guardó gran amistad y a quién encomendó la realización de algunas obras religiosas para la Iglesia de El Salvador, tales como el Santísimo Cristo del Perdón o la imagen de la Virgen del Carmen. En La Palma, Díaz ejerció una gran influencia en la vida pública a lo largo de gran parte del siglo XIX, destacando además en el ámbito de las bellas artes, principalmente en la pintura, música, escultura, educación, beneficencia y otras.
Fallece al caer por las escaleras de El Salvador el 5 de abril de 1863, a la edad de 89 años. Originalmente fue enterrado en el cementerio municipal de Santa Cruz de La Palma, hasta que en 2008 su cuerpo fue trasladado a la Parroquia Matriz de El Salvador.
En 1897 se erigió una estatua en su honor en la Plaza de España de Santa Cruz de La Palma, siendo el primer monumento civil erigido en Canarias.